# مكتب الحزب النازي للسياسة العسكرية

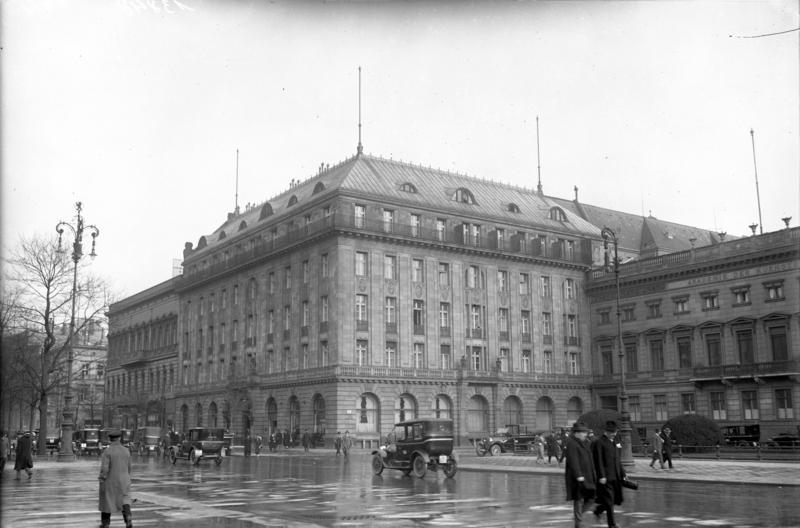
صورة الأرشيف الفيدرالي 102-13848F ، برلين ، فندق أدلون

مكتب الحزب النازي للسياسة العسكرية (بالألمانية: Wehrpolitisches Amt der NSDAP أو WPA أو WPA، حرفياً " NSDAP Office of Defense Policy Office " بالإنجليزية) منظمة تابعة للحزب النازي. كان بقيادة فرانز ريتر فون إيب وأنطون هاسيلماير،  ومقره في نفس المبنى مثل مكتب الشؤون الخارجية للحزب النازي برئاسة ألفريد روزنبرغ.
خلال إعادة تسليح ألمانيا التي بدأها النازيون بعد وقت قصير من توليهم السلطة، كان هدفه المعلن هو «توضيح المسائل العسكرية السياسية، وتنظيم حملات دعائية لغرض خلق روح وفهم أفضل للمسائل العسكرية بين الناس، والسيطرة على جميع الأنشطة في مجالات السياسة والعلوم العسكرية».
هذه المحاولة للحصول على السلطة الوحيدة في جميع شؤون التعليم والتدريب الدفاعي جعلها في صراع مع وزارة الدفاع، التي اعترضت على هذا التدخل في احتكارها لحمل السلاح.  ونتيجة لذلك، تم حلها في عام 1935، والتي لم تزعج أدولف هتلر؛ بصرف النظر عن الدعاية ووزارات الحرب كان هناك أيضًا العديد من المؤسسات والمنظمات الأخرى المعنية بالفعل بإعادة تسليح الشعب الألماني.